# Карпатський фестиваль «Гуцульська бринза»
Карпатський фестиваль «Гуцульська бринза» — один із найбільш колоритних фестивалів-ярмарок Закарпаття, що проводиться в Рахові. Цей фестиваль було започатковано 1999 року. 
Ініціатором проведення фестивалю-ярмарку «Гуцульська бриндзя» виступило Карпатське агентство регіонального розвитку за сприяння міжнародних фундацій та районних органів влади. Метою проведення такого заходу було збереження і популяризація культурно-історичних традицій гуцульської культури та відродження традиції виготовлення сиру з овечого молока.
«Гуцульська бринза» — це фестиваль, що присвячений гуцульській культурі, традиціям та самим гуцулам, який проводиться на початку осені. Традиційно Міжнародний гуцульський фестиваль проводиться у восьми локаціях, в районах: Путильський, Вижницький, Яремчанський, Верховинський, Коломийський, Косівський та Рахівський. Основною стравою фестивалю є бринза – сир з овечого молока виготовлений за допомогою ферменту з натурального сичуга (шлунок) свійської худоби, приготування цього продукту має свої особливості й таємниці та передається з покоління в покоління. 
Вівчарство —  це складова не тільки галузі тваринництва, а також складова місцевої культури, традицій та етнографії Закарпаття.
Впродовж фестивалю запалюють гуцульську ватру, що є оберегом вівчарів, а також виконують коломийки, грають на трембітах та сопілках, творчі колективи змагаються в майстерності у творчих конкурсах.
Кожен регіон представляє виставку народних ремесел прикладного мистецтва.
Завершується фестиваль масовими гуляннями.